# IC 2531
IC 2531 ist eine Spiralgalaxie mit ausgedehnten Sternentstehungsgebieten vom Hubble-Typ Sc im Sternbild Antlia südlich der Himmelsäquators. Sie ist schätzungsweise 101 Millionen Lichtjahre von der Milchstraße entfernt und hat einen Durchmesser von etwa 220.000 Lichtjahren.
Die Galaxie ist Mitglied der NGC 3054-Gruppe zu deren Mitgliedern weiterhin NGC 3051, NGC 3054, NGC 3078, NGC 3084, NGC 3089, IC 2537 und PGC 28874 gehören.
Die Typ-Ia-Supernova SN 2007cj wurde hier beobachtet.
Das Objekt wurde am 15. Februar 1898 von Lewis Swift entdeckt.